# Sara Netanyahou
Pour les articles homonymes, voir Netanyahou.
Sara Netanyahou (en hébreu שָׂרָה נְתַנְיָהוּ), née Sara Ben-Artzi le 5 novembre 1958 à Kiryat Tivon, en Israël, est l'épouse de l'actuel Premier ministre israélien Benyamin Netanyahou. Elle est psychologue de formation.

## Biographie

### Origines, études et carrière de psychologue

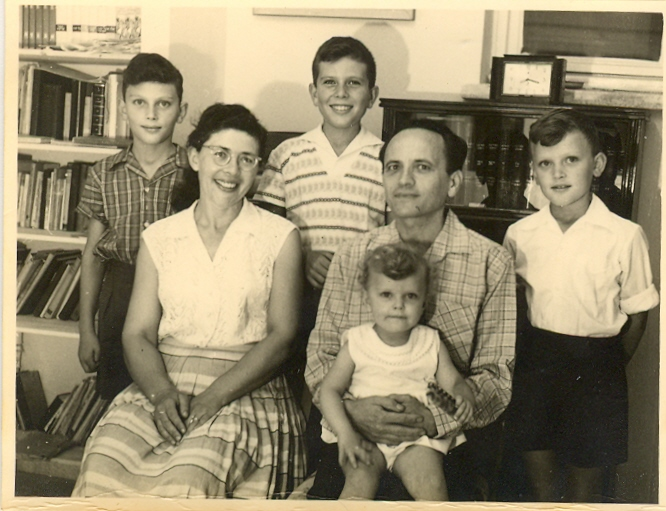
Photo de famille de 1960 : Sara est sur les genoux de son père.

Le père de Sara, Shmuel Ben-Artzi (en), était un enseignant, auteur, poète et spécialiste de la Bible israélien né polonais, mort en 2011 à 97 ans. La famille de sa mère, Hava, vivait à Jérusalem depuis six générations. Elle étudie au lycée Greenberg de Tivon puis travaille comme reporter à Maariv LaNoar, un hebdomadaire pour les adolescents israéliens. En 1984, elle obtient un diplôme à l'université de Tel Aviv et en 1996 un master à l'université hébraïque de Jérusalem. Elle est psychologue à l'Armée de défense d'Israël.
Dans les années 1980, elle épouse Doron Neuberger. Elle poursuit son travail de psychologue auprès d'enfants surdoués à l'Institut pour la promotion de la créativité, de l'excellence et de la jeunesse, dirigé par le docteur Erika Landau, et dans un centre de réadaptation du ministère du Travail. Elle a également été hôtesse de l'air de la compagnie El Al. En 1999, elle obtient de la justice l'interdiction des Mémoires de son ex-mari, sur le point de publier une autobiographie incluant une lettre compromettante de 93 pages signée de Sara Netanyahou.

### Épouse du Premier ministre

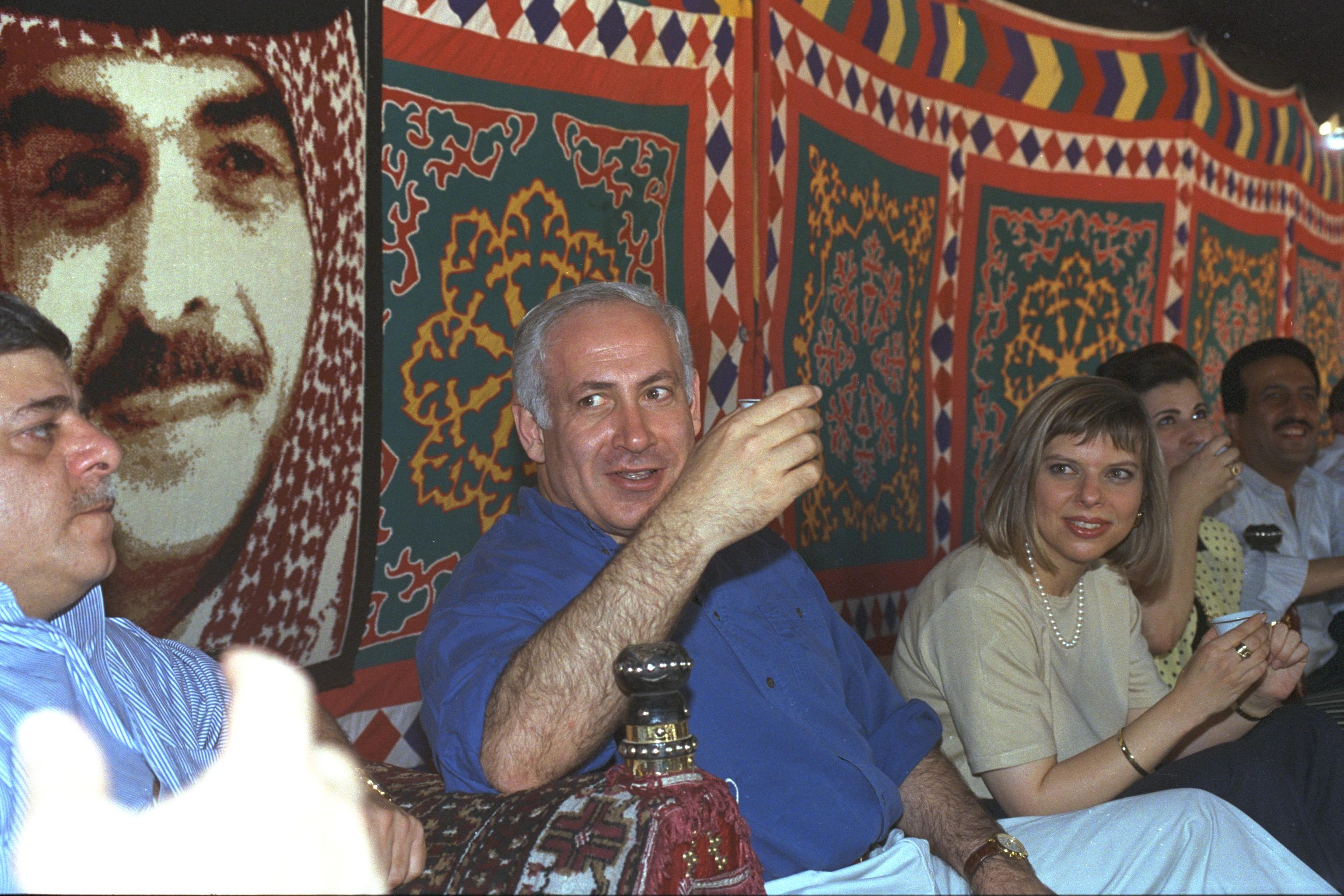
Le Premier ministre Benjamin Netanyahou et son épouse Sara visitent une tente bédouine en Jordanie (1996).

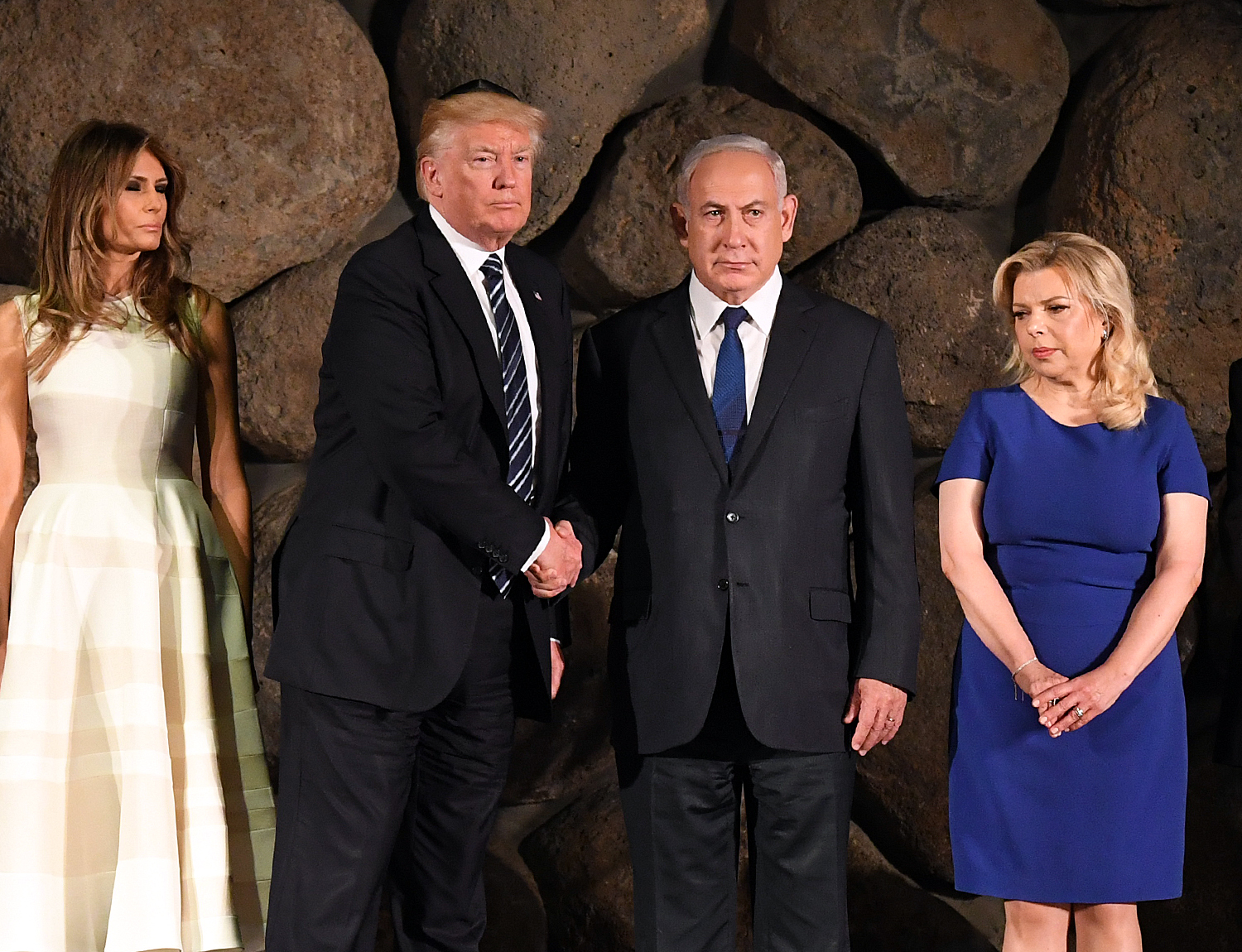
Le couple Netanyahou avec Melania et Donald Trump (2017).

En 1991, elle épouse l'homme politique Benjamin Netanyahou ; ils ont eu deux enfants ensemble. Pendant le premier mandat de Premier ministre  de son mari (1996-1999), elle préside Yad b'Yad, une organisation d'aide aux enfants victimes de violences et Tza'ad Kadima, destinée aux enfants atteints de paralysie cérébrale. En 2000, elle travaille à nouveau comme psychologue scolaire dans les services de la municipalité de Jérusalem. Ses fonctions consistent à établir un diagnostic psychologique et à proposer éventuellement un traitement pour les enfants.
Durant le premier mandat de son mari, Sara Netanyahou est l'objet de beaucoup d'attention des médias, généralement sur un ton négatif. Elle gagne un procès en diffamation déposé contre les éditions Schocken pour calomnie, et, en 2002, un autre contre le journal Kol Haïr. En 2008, Channel 10 affirme que lors de la guerre du Liban de 2006, alors qu'elle se rendait à Londres avec son mari pour une opération diplomatique, elle a dépensé une grosse somme d'argent en produits de luxe, payée par un donateur britannique ; elle intente alors un procès en diffamation contre la chaîne. Étant donné que le voyage de Sara Netanyahou n'avait pas été approuvé par le Comité d'éthique de la Knesset, son mari a reçu une interpellation du comité.
En vue des élections législatives de 2015, elle est mise en avant par son mari, candidat à sa réélection, afin de « personnaliser la campagne ».

### Influence politique
Personnage central de la vie politique israélienne au point d’être nommée femme la plus puissante du pays par Forbes en 2013, Sara Netanyahou est impliquée dans la désignation des responsables politiques et militaires d’Israël. Elle mène elle-même certains entretiens à des postes-clés, notamment militaires. En 2013, un accrochage entre Sara Netanyahu et Naftali Bennett, ancien directeur de cabinet de son mari devenu leader de la droite religieuse, vaut à ce dernier[Quoi ?] son poste au sein de la coalition gouvernementale, avant qu'il ne présente des excuses publiques à l'intéressée, recevant le portefeuille espéré dès le lendemain. 
« Elle a notamment été impliquée dans le processus de droitisation du Likoud au cours des dernières décennies. Elle partage aussi avec son mari une certaine approche machiavélique de la politique, cette volonté de s’accrocher au pouvoir coûte que coûte », estime Nitzan Perelman, docteur en sociologie politique à l’université Paris-Cité.

## Affaires judiciaires

### Refus de payement de salaire
En janvier 2010, le journal Yediot Aharonot rapporte que la gouvernante de la famille Netanyahou poursuit Sara Netanyahou en justice pour refus de payement de salaire, conditions de travail injustes et faits de violence verbale. Elle est à nouveau poursuivie en mars 2014, cette fois-ci par un ancien garde du corps de la famille qui s'était plaint de violences. Son entourage décrit une femme obsessionnelle, brutale et sans limite : « Hurlements insultes, sarcasmes et ordres contradictoires », témoigne Emanuel Sela, une ancienne employée, devant un tribunal de Jérusalem en janvier 2015.

### Accusation de fraude
En 2015, un rapport du contrôleur de l’État épingle les dépenses du couple Netanyahou entre 2009 et 2013, faites avec de l'argent public : budget crème glacée de la Première dame estimé à plusieurs milliers de dollars annuels, lit double installé dans un Boeing pour la somme de 127 000 dollars, frais de nettoyage de la demeure privée du couple pour 2 120 dollars par mois, mobilier de jardin acheté pour la résidence officielle envoyé vers leur domicile privé et d'autres dépenses,.

### Accusation de corruption
Mi-2017, elle doit faire face, avec son mari, aux accusations de leur ancien majordome, qui affirme qu'ils ont reçu des cadeaux de riches hommes d'affaires. Sara Netanyahou est également visée par une enquête pour fraude aggravée et abus de confiance, au sujet de frais de bouche. Benjamin Netanyahou martèle pour sa part que son épouse « est une femme forte et honorable, et aucune faute ne peut lui être reprochée ». Le 21 juin 2018, elle est mise en examen pour « des centaines de repas commandés entre 2009 et 2013 ». Cette affaire se conclut par un arrangement selon lequel Sara Netanyahou a accepté de rembourser à l'État 55 000 shekels (soit 13 750 euros) et de payer 10 000 shekels (soit 2 480 euros) d'amende.

### Accusation d'harcèlements de témoins
En décembre 2024, une enquête de la chaîne de télévision Channel 12 l’accuse d’avoir harcelé des témoins en justice liés au procès pour corruption intenté contre son époux. D'autre part, en pleine guerre au Liban, Sara Netanyahu aurait également laissé fuiter des informations clés pour la sécurité du pays, dont l’assassinat du secrétaire général du Hezbollah, qu’elle aurait partagé avec des proches trois jours avant la frappe.

## Sources
- (en) Cet article est partiellement ou en totalité issu de l’article de Wikipédia en anglais intitulé « Sara Netanyahu » (voir la liste des auteurs).